# Haumonia
Haumonia es una localidad argentina situada en el sur de la provincia del Chaco, en el departamento Tapenagá. Depende administrativamente del municipio de Charadai, de cuyo centro urbano dista unos 36 km. 

## Historia
Haumonia se desarrolló como un centro vinculado a la extracción forestal de la compañía La Forestal. Llegó a tener dos vías de ferrocarril, una que iba hasta Charadai y Santa Sylvina, y otro que llegaba hasta Villa Berthet. Ambos ramales están fuera de funcionamiento, y se ha propuesto su traspaso a las líneas del Ferrocarril General Belgrano. Una vez que los recursos forestales se agotaron, La Forestal abandonó el poblado, que vio así emigrar buena parte de su población.

## Vías de comunicación
La principal vía de comunicación es la ruta provincial 13, que la comunica al oeste con Samuhú y la provincia de Santiago del Estero, y al este con Charadai y la Ruta Nacional 11. Otra ruta que atraviesa la localidad es la provincial 10, que la comunica al norte con Colonia Aborigen Chaco y Pampa del Indio, y al sur con la ruta provincial 7.
El acceso por asfalto más cercano es la localidad de Samuhú, distante unos 23 km. La ruta 13 —a diferencia de la 10— tiene un proyecto de pavimentación.

## Población
Cuenta con 77 habitantes (Indec, 2010), lo que no representa cambio frente a los 77 habitantes (Indec, 2001) del censo anterior.
| Gráfica de evolución demográfica de Haumonia entre 1991 y 2010 |
|                                                                |
| Fuente: Censos nacionales del INDEC                            |